# Meeteetse
Meeteetse est une municipalité américaine située dans le comté de Park au Wyoming.
Lors du recensement de 2010, sa population est de 327 habitants. La municipalité s'étend sur 0,87 milles carrés (2,25 km2).